# Formel-E-Rennstrecke Santiago (Parque Forestal)
Die Formel-E-Rennstrecke Santiago war ein temporärer Stadtkurs für Rennen der FIA-Formel-E-Meisterschaft in Santiago de Chile mit einer Länge von 2,470 km. Am 3. Februar 2018 fand im Rahmen der Saison 2017/18 einmalig ein Rennen auf dieser Strecke statt. Im Jahr darauf wechselte die Meisterschaft auf die Strecke im O’Higgins Park.

## Streckenbeschreibung

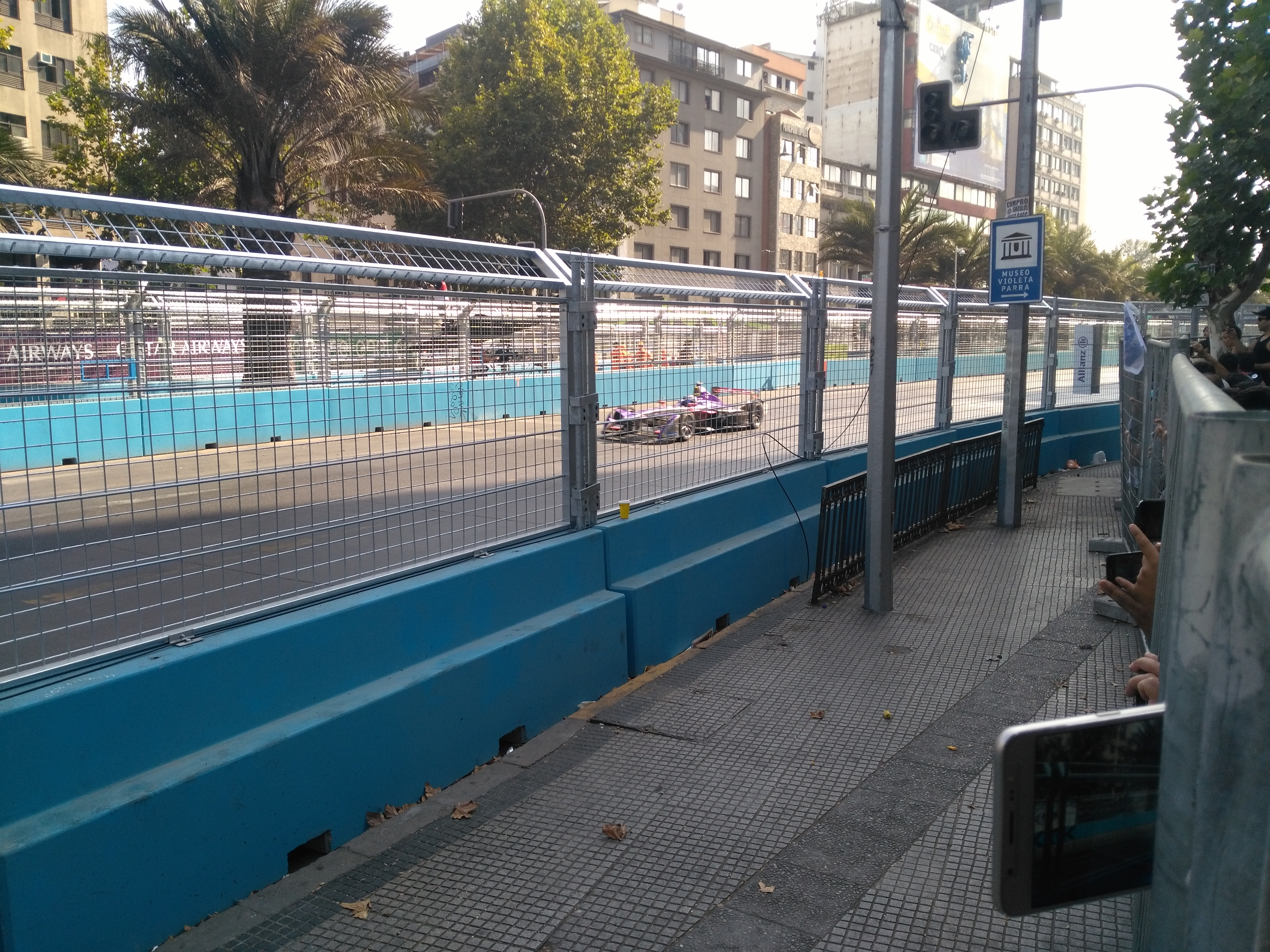
Santiago E-Prix 2018 im Parque Forestal

Es handelte sich um einen im Uhrzeigersinn befahrenen Stadtkurs mit zwölf Kurven, der sich im Forestial Park befand und den Río Mapocho zweimal überquerte. Die langsamste Stelle der Strecke war die Haarnadelkurve Kurve sechs.
Die Avenida Santa María bildete die Start-Ziel-Gerade, dann bog die Strecke rechts auf die Puente Pio Nono über den Río Mapocho ab. Es folgte eine 90-Grad-Linkskurve und zwei 90-Grad-Rechtskurven rund um die Plaza Baquedano. Die Strecke führte von dort über die Avenida Libertador Bernado O’Higgins, wo sich eine Spitzkehre befand. Anschließend bog die Strecke auf die Irene Morales ab und dann vor dem Fuente Alemana wieder nach links auf die Merced. Nach einer Rechtskurve führte die Straße über die Purisma durch den Parque Forestal und bog dann nach links auf die Avenida Cardenal José María Caro ab, wo sie wieder den Fluss entlang führte. Nach einer Rechtskurve führte die Strecke über die Puente Loreto, bevor es nach rechts auf die Start-Ziel-Gerade ging.
Stellenweise wurde vor dem Lauf der Asphalt erneuert, es gab aber auch Abschnitte mit abgenutztem Beton.

## Veranstaltungen
Die im Februar 2018 ausgetragene Veranstaltung war die erste und einzige auf dem Kurs. Wegen der damit verbundenen Straßensperrungen, die zu Protesten bei den Anwohnern geführt hatten, wurde das zweite Rennen der FIA-Formel-E-Meisterschaft in der folgenden Saison auf eine neue Strecke im O’Higgins Park verlegt.
Beim Abbau der Streckenaufbauten in den Tagen nach dem Rennen kollidierte ein Lastwagen mit der von Rebeca Matte Bello entworfenen Skulptur von Dädalus und Ikarus, die am Eingang des Museo Nacional de Bellas Artes aufgestellt war. Dadurch wurde diese von ihrem Sockel verschoben, außerdem brach ein Bein der Statue. Dies veranlasste die Organisatoren des Rennens dazu, alle Kosten für die Restaurierung der Skulptur zu übernehmen.